# Устинович, Михаил Иванович
Михаил Иванович Устино́вич (род. 12 марта 1958, исправительная колония, посёлок Комсомольский, Вагайский район, Тюменская область, РСФСР, СССР) — известный московский налётчик начала 1990-х годов. Объектом его нападений становились магазины, квартиры и пункты обмена валюты.

## Первые преступления
Михаил Устинович родился 12 марта 1958 года в колонии (в посëлке Комсомольский) в Вагайском районе Тюменской области, где отбывала наказание его мать. Там же он прожил до 2 лет. Затем он был отправлен в интернат, откуда уже в 11 лет за совершённые преступления был отправлен в воспитательную колонию. В драке малолетних преступников ему нанесли тяжёлую травму головы, в результате чего у Устиновича серьёзно ухудшилось зрение. В колонии он за это получил кличку «Мишка Слепой». Потом были ещё судимости за грабежи и кражи.
Всего же на момент последнего ареста из своих 35 лет 24 года Устинович провёл за решёткой.

## Бандитизм
В 1992 году Устинович в очередной раз освободился из колонии. Он освободился в совершенно другой стране, где судьбу городов вершили криминальные группировки, и Устинович не хотел оставаться в стороне. Первоначально Устинович занимался грабежами москвичей в лифтах.
Устинович создал банду, в которую вошли Николай Грысько, Армен Саргсян и Арцрун Карян. В конце 1993 года банда начала совершать вооружённые нападения на сеть магазинов «Свет», занимавшихся торговлей осветительными приборами. Добычей преступников каждый раз становилось по несколько миллионов рублей в тогдашних ценах. Только с августа по ноябрь 1993 года они совершили 5 разбойных нападений на магазины «Свет», причём на один и тот же 2 раза. Во время второго налёта Устинович подбросил газету с заметкой о первом. Визитной карточкой банды стал выстрел в потолок из пистолета ТТ.
При налётах Устинович с сообщниками лица не прятали, более того, делали всё возможное, чтобы их запомнили. Расследовавшая дело следственная бригада поначалу приняла Устиновича за разыскиваемого за ряд разбоев и убийств Валерия Воловика. Дело в том, что Устинович, отбывая последнее наказание, в 1989 году познакомился в местах лишения свободы с Воловиком и был поражён их внешним сходством. Решив «маскироваться» под Воловика, он и совершал свои преступления. Расчет преступника заключался в том, что пока милиция будет искать Воловика, который к тому моменту уже был в Прибалтике, Устинович награбит достаточное, как ему представлялось, количество денег и ценностей, после чего спокойно «легализуется» под своей настоящей личностью и будет «красиво жить».
Понимая, что милиция, как и ожидалось, идёт по ложному следу, вскоре банда переключилась на пункты обмена валюты, а Устинович во время одного из ограблений совершил двойное убийство. Жертвами стали двое охранников торгового центра «Лубянский», попытавшихся оказать бандитам сопротивление. Во время налёта Устинович потерял шапку. Она подверглась обработке, и запах законсервировали. Впоследствии это сыграло важную роль в изобличении Устиновича.
В 1993 году Москва была напугана похождениями офицера-оборотня, который заходил в квартиры, грабил, а иногда и убивал хозяев, и никто не мог предположить, что и эти преступления — дело рук Устиновича. От его нападений пострадало несколько квартир. В 2 случаях Устинович совершил убийства хозяев.

## Арест, следствие и суд
Продолжая поиски Воловика, который в тот период в России не находился, на Устиновича милиция вышла случайно. Устинович и Грысько попытались сдать похищенные ценности в ломбард, однако бдительный сотрудник по поведению и невнятным ответам клиентов заподозрил неладное, ценности не принял и предложил посетителям прийти позже. Сотрудник ломбарда также сообщил о странных посетителях в милицию и опознал по фотографиям в одном из них Воловика. Устинович же, будучи уверен, что милиция ищет Воловика, а не его, спокойно пришёл в ломбард повторно, где уже была устроена засада. Оперативные сотрудники задержали Грисько и Устиновича, считая, что последний и есть Воловик.
Однако в отделении милиции Устинович предъявил паспорт на своё имя и сообщил, что не знает никакого Воловика и ни о каких разбойных нападениях и убийствах. Это вызвало замешательство следователя. Паспорт Устиновича был подвергнут экспертизе, которая подтвердила его подлинность. Каких-либо прямых улик против задержанных не было, и время задержания подходило к концу.
Вот здесь и пригодился запах с шапки, потерянной Устиновичем в торговом центре «Лубянский». Запах был идентифицирован с помощью специальной собаки, подготовленной по методике Сулимова, что послужило одним из веских доказательств его вины. После этого Устинович и Грисько во всем признались и выдали сообщников. Всего же на счету Устиновича и его банды были 21 разбойное нападение, ряд грабежей и 4 убийства.
23 августа 1996 года Московский городской суд приговорил Устиновича к исключительной мере наказания — смертной казни, которая впоследствии была заменена на пожизненное лишение свободы. Грысько получил 14 лет лишения свободы, Саргсян — 10 лет, Карян — 6 лет.
Михаил Устинович был отправлен в колонию «Белый Лебедь». Когда его приезжали интервьюировать журналисты и задали ему вопрос, хотел бы он жить вечно в заточении, он сказал, что предпочёл бы смертную казнь, потому что такая жизнь хуже любой смерти.
Суммарный срок пребывания Устиновича в местах лишения свободы (включая содержание под стражей в СИЗО) составляет более 50 лет.

## В массовой культуре
Кинематограф
- Документальный фильм «Неистовый налётчик» из цикла Криминальная Россия (1998)
- Документальный фильм Вахтанга Микеладзе «Почерк слепого» из цикла «Документальный детектив» (2000)
- Документальный фильм «Светлая полоса Михаила Устиновича» из цикла Вахтанга Микеладзе «Приговорённые пожизненно» (2008)
- Документальный фильм «Лукавая философия убийцы» из цикла Вахтанга Микеладзе «Детективные истории« (2006—2009)
- Документальный фильм «Рождённый в неволе» из цикла Вахтанга Микеладзе «Пожизненно лишённые свободы» (2009—2010)

Литература
- Модестов Н. С. Москва бандитская: документальная хроника криминального беспредела 80-90-х годов. — М.: Центрполиграф, 1996. — 400 с. — 30 000 экз. — ISBN 5-218-00107-4.